# Ашкеназі Сергій Сергійович
Сергі́й Сергі́йович (Ізраїльович) Ашкена́зі (нар. 12 травня 1949, Одеса, УРСР) — радянський, український та російський кінорежисер та сценарист.

## Життєпис
Сергій Ашкеназі народився 12 травня 1949 року в Одесі. 1969 року закінчив Одеське морехідне училище, 1976 — Ленінградський інститут театру, музики і кінематографії — відділення режисури телевізійного фільму, приступив до праці на Одеській кіностудії. Поставив низку кінофільмів. Картини «Кримінальний талант» (1988), «Заручниця» (1990), «Любов. Смертельна гра…» (1991) мали успіх у глядача.
У 1998 році (за іншими даними — в 2002) на студії «Malita Film» (ФРН) зняв документальний фільм «Лундстрем».
З 2000 року працює на Мосфільмі.
Поставлений режисером серіал «Справа гастроному № 1» (2011) висувався на кінопремію «Золотий орел»-2013 (за 2012 підсумковий рік) в номінації Найкращий серіал (понад 10 серій). У 2012 році на Міжнародному кінофестивалі «Бригантина» в Бердянську режисер отримав нагороди в номінаціях «Найкращий телесеріал» і «Найкраща режисерська робота в телесеріалі». Серіал «Справа гастроному № 1» став, також, переможцем XIV Міжнародного фестивалю детективних фільмів «DetectiveFEST» (2012) у двох номінаціях.
У 2013 році на Міжнародному кінофестивалі «Бригантина» в Приморську в номінації «Найкращий телесеріал» головний приз завоював проект режисера Ашкеназі «Любов за любов».
Автор та співавтор сценаріїв ряду кінокартин (зокрема, «Замовлення» (2005, у співавт., реж. Віра Глаголєва; на МКФ «Pacific meridian» у Владивостоці картина отримала Приз глядацьких симпатій), «У червні 41-го» (2008, у співавт.), «Пасажирка» (2008, реж. Станіслав Говорухін; картина отримала ряд кінопремій), «Байконур»/Baikonur (2012, Німеччина—Росія; у співавт.), «В очікуванні моря» (2013, у співавт.; реж. Бахтіяр Худойназаров) та ін.).
Член Європейської кіноакадемії (EFA).
Живе в Німеччині, працює в Росії.

## Фільмографія
Режисерські роботи на «Одеській кіностудії»:
- 1977 — «Організація боротьби з пожежами в сільській місцевості» (к/м)
- 1980 — «Глибокі родичі» (дебют у кіно, к/м; оператор Світлана Зінов'єва, художник Валентин Гідулянов)
- 1982 — «Час для роздумів»
- 1985 — «Коли стають дорослими»
- 1988 — «Кримінальний талант»
- 1990 — «Заручниця» (співавтор сценарію)
- 1991 — «Любов. Смертельна гра...» (співавтор сценарію)

Режисерські роботи на інших кіностудіях:
- 1998 — «Лундстрем» (за іншими даними — в 2002 році; Malita Film (ФРН), документальний)
- 2002 — «Жіноча логіка-2» (телесеріал; співавтор сценарію)
- 2003 — «Жіноча логіка-3» (телесеріал; співавтор сценарію)
- 2007 — «Спокуса» (х/фільм, сценарист)
- 2011 — «Справа гастроному № 1» (телесеріал; співавтор сценарію)
- 2013 — «Любов за любов» (телесеріал; співавтор сценарію)